# Scapulaseius assamensis
Scapulaseius assamensis är en spindeldjursart som först beskrevs av Chant 1960.  Scapulaseius assamensis ingår i släktet Scapulaseius och familjen Phytoseiidae. Inga underarter finns listade i Catalogue of Life.